# Citroën C3
Citroën C3 er en minibil fra den franske bilfabrikant Citroën.
C3 blev introduceret i januar 2002 som efterfølger for den femdørs udgave af Citroën Saxo. Den mindre søstermodel Citroën C2 findes kun som tredørs og afløste den tredørs Saxo.

## C3 (2002−2009)
Efter at Jean-Pierre Ploué i 2000 blev udnævnt til direktør for Citroëns designcentrum, blev C3 designet under ledelse af Donato Coco, som også havde tegnet Citroën Xsara Picasso.
C3 blev introduceret i januar 2002 som første model på basis af PSA-gruppens PF1-platform, som senere også blev brugt til Citroën C2, Citroën C3 Pluriel, Peugeot 1007, Peugeot 207 og Citroën C3 Picasso. Modellen blev valgt til Årets Bil i Danmark 2003.
I maj 2003 blev modelprogrammet udvidet med C3 Pluriel, som både kan bruges som pickup, almindelig lukket bil eller cabriolet.
En yderligere variant af C3 er den som X-TR betegnede version i offroadoptik med større frihøjde, store sorte kunststofbeklædninger og specielt indvendigt udstyr, som kom på markedet i sommeren 2004. Modellen har hverken firehjulstræk eller en større frihøjde end standardmodellen.
- Bagfra
- Citroën C3 X-TR (2004–2005)

### Facelift
Modelserien fik et facelift i oktober 2005, hvor frontpartiet, baglygterne og instrumentbrættet blev modificeret.
Den 16-ventilede HDi-motor på 1,4 liter blev afløst af en ny på 1,6 liter, og samtidig kom modellen i en såkaldt Bivalent-udførelse med 73 hk (i gasdrift: 67 hk), som kunne køres med såvel benzin som naturgas. Fra dette tidspunkt kan 88 hk-modellen som ekstraudstyr desuden fås med start/stop-system og SensoDrive-gearkasse (Stop&Start). Ifølge instruktionsbogen er en taglast på op til 60 kg tilladt.
- Citroën C3 (2005–2009)
- Bagfra
- Citroën C3 X-TR (2005–2009)

I december 2009 blev produktionen af første generation af C3 indstillet.

### Motorer
Alle motorer har femtrins manuel gearkasse som standardudstyr. De 16-ventilede benzinmodeller og dieselmodellen med 68 hk findes også med den 5-trins automatiske gearkasse SensoDrive. Desuden kunne 1,4i frem til faceliftet også fås med firetrins automatgear.

#### Tekniske data

##### Benzinmotorer
|                                                | 1.1i                | 1.4i                            | 1.4i                | 1.4i 16V                            | 1.6i 16V                            | 1.6i 16V                            |
| Byggeår                                        | 1/2002−12/2009      | 1/2002−9/2005                   | 10/2005−12/2009     | 11/2003−12/2009                     | 1/2002−9/2005                       | 10/2005−12/2009                     |
| Motordata                                      |                     |                                 |                     |                                     |                                     |                                     |
| Motortype                                      | R4-benzinmotor      | R4-benzinmotor                  | R4-benzinmotor      | R4-benzinmotor                      | R4-benzinmotor                      | R4-benzinmotor                      |
| Antal ventiler pr. cylinder                    | 2                   | 2                               | 2                   | 4                                   | 4                                   | 4                                   |
| Ventilstyring                                  | OHC, tandrem        | OHC, tandrem                    | OHC, tandrem        | DOHC, tandrem                       | DOHC, tandrem                       | DOHC, tandrem                       |
| Fødesystem                                     | Multipoint          | Multipoint                      | Multipoint          | Multipoint                          | Multipoint                          | Multipoint                          |
| Trykladning                                    | –                   | –                               | –                   | –                                   | –                                   | –                                   |
| Køling                                         | Vandkøling          | Vandkøling                      | Vandkøling          | Vandkøling                          | Vandkøling                          | Vandkøling                          |
| Boring × slaglængde                            | 72,0 × 69,0 mm      | 75,0 × 77,0 mm                  | 75,0 × 77,0 mm      | 75,0 × 77,0 mm                      | 78,5 × 82,0 mm                      | 78,5 × 82,0 mm                      |
| Slagvolume                                     | 1124 cm³            | 1360 cm³                        | 1360 cm³            | 1360 cm³                            | 1587 cm³                            | 1587 cm³                            |
| Kompressionsforhold                            | 9,7:1               | 10,2:1                          | 10,2:1              | 10,2:1                              | 9,6:1                               | 9,6:1                               |
| Maks. effekt ved omdr./min.                    | 44 kW (60 hk) 5500  | 54 kW (73 hk) 5500              | 55 kW (75 hk) 5400  | 65 kW (88 hk) 5250                  | 80 kW (109 hk) 5750                 | 80 kW (109 hk) 5750                 |
| Maks. drejningsmoment ved omdr./min.           | 94 Nm 3500          | 120 Nm 3400                     | 118 Nm 3300         | 133 Nm 3250                         | 147 Nm 4000                         | 147 Nm 4000                         |
| Kraftoverførsel                                |                     |                                 |                     |                                     |                                     |                                     |
| Drivende hjul                                  | Forhjul             | Forhjul                         | Forhjul             | Forhjul                             | Forhjul                             | Forhjul                             |
| Gearkasse (standardudstyr)                     | 5-trins manuel      | 5-trins manuel                  | 5-trins manuel      | 5-trins manuel                      | 5-trins manuel                      | 5-trins manuel                      |
| Gearkasse (ekstraudstyr)                       | –                   | 4-trins automatisk              | –                   | 5-trins semiautomatisk (SensoDrive) | 5-trins semiautomatisk (SensoDrive) | 5-trins semiautomatisk (SensoDrive) |
| Præstationer                                   |                     |                                 |                     |                                     |                                     |                                     |
| Topfart                                        | 157 km/t            | 168 km/t (162 km/t)             | 168 km/t            | 177 km/t                            | 192 km/t                            | 190 km/t                            |
| Acceleration 0-100 km/t                        | 17,3 sek.           | 14,2 sek. (17,7 sek.)           | 14,2 sek.           | 13,0 sek. (14,5 sek.)               | 10,7 sek. (12,9 sek.)               | 10,0 sek. (11,0 sek.)               |
| Brændstofforbrug pr. 100 km ved blandet kørsel | 6,0 liter Blyfri 95 | 6,2 liter (7,1 liter) Blyfri 95 | 6,1 liter Blyfri 95 | 5,7 liter Blyfri 95                 | 6,5 liter Blyfri 95                 | 6,5 liter (6,2 liter) Blyfri 95     |

1. ↑  Afvigende værdier i parentes gælder for versioner med automatgear hhv. SensoDrive
2. ↑  X-TR: 6,0 liter

Benzinmotorerne er af fabrikanten godkendt til brug med E10-brændstof.

##### Dieselmotorer
|                                                | 1.4 HDi            | 1.4 HDi                             | 1.4 HDi 16V               | 1.6 HDi 16V               | 1.6 HDi 16V               |
| Byggeår                                        | 1/2002−9/2005      | 10/2005−12/2009                     | 1/2002−9/2005             | 10/2005−12/2009           | 10/2005−12/2009           |
| Motordata                                      |                    |                                     |                           |                           |                           |
| Motortype                                      | R4-dieselmotor     | R4-dieselmotor                      | R4-dieselmotor            | R4-dieselmotor            | R4-dieselmotor            |
| Antal ventiler pr. cylinder                    | 2                  | 2                                   | 4                         | 4                         | 4                         |
| Ventilstyring                                  | OHC, tandrem       | OHC, tandrem                        | DOHC, tandrem             | DOHC, tandrem             | DOHC, tandrem             |
| Fødesystem                                     | Commonrail         | Commonrail                          | Commonrail                | Commonrail                | Commonrail                |
| Trykladning                                    | Turbolader         | Turbolader                          | Turbolader, ladeluftkøler | Turbolader, ladeluftkøler | Turbolader, ladeluftkøler |
| Køling                                         | Vandkøling         | Vandkøling                          | Vandkøling                | Vandkøling                | Vandkøling                |
| Boring × slaglængde                            | 73,7 × 82,0 mm     | 73,7 × 82,0 mm                      | 73,7 × 82,0 mm            | 75,0 × 88,3 mm            | 75,0 × 88,3 mm            |
| Slagvolume                                     | 1398 cm³           | 1398 cm³                            | 1398 cm³                  | 1560 cm³                  | 1560 cm³                  |
| Kompressionsforhold                            | 17,9:1             | 17,9:1                              | 17,9:1                    | 17,6:1                    | 17,6:1                    |
| Maks. effekt ved omdr./min.                    | 50 kW (68 hk) 4000 | 50 kW (68 hk) 4000                  | 66 kW (90 hk) 4000        | 66 kW (90 hk) 4000        | 80 kW (109 hk) 4000       |
| Maks. drejningsmoment ved omdr./min.           | 150 Nm 1750        | 160 Nm 2000                         | 200 Nm 1750               | 215 Nm 1750               | 240 Nm 1750               |
| Kraftoverførsel                                |                    |                                     |                           |                           |                           |
| Drivende hjul                                  | Forhjul            | Forhjul                             | Forhjul                   | Forhjul                   | Forhjul                   |
| Gearkasse (standardudstyr)                     | 5-trins manuel     | 5-trins manuel                      | 5-trins manuel            | 5-trins manuel            | 5-trins manuel            |
| Gearkasse (ekstraudstyr)                       | −                  | 5-trins semiautomatisk (SensoDrive) | −                         | −                         | −                         |
| Præstationer                                   |                    |                                     |                           |                           |                           |
| Topfart                                        | 165 km/t           | 163 km/t                            | 180 km/t                  | 190 km/t                  | 190 km/t                  |
| Acceleration 0-100 km/t                        | 15,4 sek.          | 13,4 sek. (15,4 sek.)               | 12,9 sek.                 | 10,8 sek.                 | 9,5 sek.                  |
| Brændstofforbrug pr. 100 km ved blandet kørsel | 4,2 liter Diesel   | 4,4 liter (4,3 liter) Diesel        | 4,3 liter Diesel          | 4,4 liter Diesel          | 4,5 liter Diesel          |

1. ↑  Med overboost: 260 Nm
2. ↑  Værdier i parentes gælder for versioner med SensoDrive

### Sikkerhed
Det svenske forsikringsselskab Folksam vurderer flere forskellige bilmodeller ud fra oplysninger fra virkelige ulykker, hvorved risikoen for død eller invaliditet i tilfælde af en ulykke måles. I rapporterne Hur säker är bilen? er/var C3 i årgangene 2002 til 2009 klassificeret som følger:
- 2009: Som middelbilen[5]
- 2011: Som middelbilen[6]
- 2013: Mindst 40 % dårligere end middelbilen[7]
- 2015: Mindst 40 % dårligere end middelbilen[8]
- 2017: Mindst 20 % dårligere end middelbilen[9]
- 2019: Som middelbilen[10]

## C3 (2009−2016)
Anden generation af C3 blev introduceret i september 2009.
Både denne model og søstermodellen DS3 afløste både den gamle C3 samt C2. Anden generation af C3 findes kun som femdørs hatchback og er i forhold til forgængeren vokset i både længde, bredde og højde. Vægten er også let øget. Bagagerummet ligger med 300 liter lige under forgængeren. C3 fik i Euro NCAPs kollisionstest fire ud af fem mulige stjerner.
Bilen er udstyret med elektronisk servostyring med hastighedsafhængig styrehjælp, indvendigt ventilerede skivebremser på forhjulene og tromlebremser på baghjulene. Modellerne VTi 120 og HDi 110 FAP har skivebremser på baghjulene. Et påfaldende designtræk er den op i taget trukne forrude, som dog ikke er en del af standardudstyret.
En variant på samme basis er MPV'en C3 Picasso.

### Facelift
I rammerne af et facelift, som blev præsenteret på Geneve Motor Show i marts 2013, fik C3 nye kofangere samt en nydesignet kølergrill. Også logoet blev modificeret, og som ekstraudstyr kan den faceliftede C3 fås med LED-dagkørelys. Desuden blev baglygtegrafikken ændret. På den tekniske side blev motorerne optimeret i forhold til brændstofforbrug og nye motorvarianter introduceret.
Den faceliftede C3 kom på markedet i april 2013.
- Citroën C3 (2013–2016)
- Bagfra

I december 2016 blev produktionen af anden generation af C3 indstillet.

### Motorer
VTi 120 kan som ekstraudstyr fås med automatisk gearkasse. e-HDi 70 Airdream kan også leveres med en automatiseret manuel gearkasse (EGS5). HDi 110 FAP har sekstrins manuel gearkasse, mens alle andre motorer har femtrins manuel gearkasse.
Dieselmotorerne arbejder efter commonrail-princippet og har turbolader med variabel geometri.
Alle motorerne opfylder Euro 5 eller Euro 6-normen. I november 2012 blev de sidste i C3 benyttede motorer fra PSA's TU-serie afløst af mere moderne motorer.
| Model         | Cylindre | Ventiler | Slagvolume cm³ | Max. effekt kW (hk) / omdr. | Max. drejningsmoment Nm / omdr. | 0-100 km/t sek. | Topfart km/t | Byggeår |
| ------------- | -------- | -------- | -------------- | --------------------------- | ------------------------------- | --------------- | ------------ | ------- |
| Benzinmotorer |          |          |                |                             |                                 |                 |              |         |
| 1.11          | 4        | 8        | 1124           | 44 (60) / 5500              | 94 / 3300                       | 16,5            | 155          | 2009 −  |
| 1.4           | 4        | 8        | 1360           | 54 (73) / 5200              | 118 / 3300                      | 14,2            | 163          | 2009 −  |
| VTi 95        | 4        | 16       | 1397           | 70 (95) / 6000              | 136 / 4000                      | 10,6            | 184          | 2009 −  |
| VTi 1201      | 4        | 16       | 1598           | 88 (120) / 6000             | 160 / 4250                      | 8,9             | 190          | 2009 −  |
| Dieselmotorer |          |          |                |                             |                                 |                 |              |         |
| HDi 70        | 4        | 8        | 1398           | 50 (68) / 4000              | 160 / 1750                      | 13,5            | 163          | 2009 −  |
| HDi 90        | 4        | 8        | 1560           | 68 (92) / 4000              | 230 / 1750                      | 11,3            | 180          | 2009 −  |
| HDi 1101      | 4        | 8        | 1560           | 82 (112) / 3600             | 270 / 1750                      | 9,9             | 190          | 2009 −  |

1 Denne motor findes ikke på det danske modelprogram

### Udstyr
Basismodellen Attraction har blandt andet sideairbags foran, el-ruder foran, ABS, kørecomputer og højdejusterbart førersæde samt asymmetrisk delt fremklappeligt bagsæderyglæn og -hynde.
Fra den mellemste udstyrsvariant Tendance hører desuden klimaanlæg med manuel regulering og radio med mp3- og cd-afspiller til standardudstyret, ligesom fartpilot og gardinairbags også er standard.
I topmodellen Exclusive er klimaanlægget fuldautomatisk reguleret. Kabineudstyret omfatter midterarmlæn foran samt el-ruder også ved bagsædet. Det udvendige udstyr omfatter desuden 16" alufælge, tågeforlygter og parkeringssensorer bagtil.
Mellem starten af 2011 og 2017 fandtes også specialmodellen Selection. I marts 2012 tilkom specialmodellen Red Block, som kun kunne leveres i forbindelse med den største benzinmotor VTi 120 og dieselmotoren e-HDi 110/115 (airdream).
- Citroën C3 e-HDi 110 airdream Red Block (2012–2013)
- Bagfra

## C3 (2016−)
Den 29. juni 2016 præsenterede Citroën den tredje generation af C3 i Paris. I forhold til forgængeren er bilen fem centimeter længere, to centimeter bredere og fire centimeter fladere. Bilen blev første gang præsenteret for offentligheden på Paris Motor Show i efteråret 2016. Bilen med fem døre, som deler platform med Peugeot 208, gik i produktion i juli 2016 og kom ud til forhandlerne den 21. januar 2017. En WRC-version blev præsenteret i december 2016. Den 11. februar 2020 præsenterede Citroën en faceliftet version af C3, som formentlig kommer på markedet i juni 2020.
C3 kan fås i 36 farvekombinationer og kan udstyres med indfarvede tågeforlygter og leveres i tre forskellige tagfarver. Ved introduktionen omfattede motorprogrammet tre trecylindrede benzinmotorer med 50 kW (68 hk), 60 kW (82 hk) og 81 kW (110 hk) og to dieselmotorer med 55 kW (75 hk) og 73 kW (99 hk).
Siden introduktionen er modelprogrammet blevet udvidet med automatgearsversionen PureTech 110 S&S EAT6.